# 纪海泉
纪海泉（1958年11月—），湖北大冶人。男，汉族。加入中国共产党。国防大学联合战役指挥专业毕业。中国人民解放军少将军衔。
此前长期服役于总后勤部，曾任蚌埠汽车士官学校校长、解放军军事交通学院院长等职。至晚于2016年7月11日前，任军队和武警部队全面停止有偿服务办公室副参谋长。
2013年，当选第十二届全国人民代表大会解放军代表。